# Priva
Priva, biljni rod iz porodice sporiševki (Verbenaceae) smješten u tribus Priveae. Sastoji se od 23 vrste trajnica u tropskoj i suptropskoj Americi, Africi i Aziji Tipični je vrsta Priva lappulacea (L.) Pers., iz Sjeverne i Južne Amerike i Kariba. 

## Opis
Uspravne ili uzdižuće višegodišnje biljke. Listovi nasuprotni ili podnasuprotni, jednostavni. Cvat klasast. Brakteje male. Čaška cjevasta, 5-rebrasta, sa 4-5 uglavnom kratkih zupaca, postojana, raste i prekriva plod, obično skupljena i ± kljunasta na ustima. Obrub vjenčića ± 2 usne, s 5 nejednakih režnjeva. Plodnih prašnika 4, dvostruki. Jajnik 4-lokularni. Plod se na kraju cijepa u 2 subsferična koka (cocci).

## Vrste
1. Priva adhaerens (Forssk.) Chiov.
2. Priva africana Moldenke
3. Priva armata S.Watson
4. Priva aspera Kunth
5. Priva auricoccea A.Meeuse
6. Priva bahiensis Schauer
7. Priva boliviana Moldenke
8. Priva cordifolia (L.f.) Druce
9. Priva curtisiae Kobuski
10. Priva domingensis Urb.
11. Priva favargeri R.Fern.
12. Priva flabelliformis (Moldenke) R.Fern.
13. Priva grandiflora (Ortega) Moldenke
14. Priva humbertii Moldenke
15. Priva ibugana Rzed. & Calderón
16. Priva laciniata Moldenke
17. Priva lappulacea (L.) Pers.
18. Priva mexicana (L.) Pers.
19. Priva meyeri Jaub. & Spach
20. Priva pedicellata Moldenke
21. Priva peruviana Moldenke
22. Priva portoricensis Urb.
23. Priva socotrana Moldenke

## Sinonimi
- Blairia Houst. ex Adans.; Fam. Pl. 2: 198 (1763)
- Streptium Roxb.; Pl. Corom. 2: 25. t. 146 (1798)
- Busseria Cramer; Disp. Syst. Pl.: 144 (1803), nom. superfl.
- Phryma Forssk.; Fl. Aegypt.-Arab.: cxv (1775), nom. illeg.
- Tortula Roxb. ex Willd.; Sp. Pl. ed. 4. 3: 359 (1800)